# Kinkala
Kinkala – miasto w południowej części Konga, położone w pobliżu stolicy państwa, Brazzaville. Miasto Kinkala jest stolicą regionu Pool, zamieszkuje je około 25 tys. osób.